# Sigfrid Andgren
Sigfrid Fredrik Andgren, född 30 december 1892 i Norra Mellby församling i dåvarande Kristianstads län, död 28 december 1978 i Lunds domkyrkoförsamling i dåvarande Malmöhus län, var en svensk historiker och skolman.

## Biografi
Andgren avlade folkskollärarexamen och studentexamen 1913. Han blev student vid Lunds universitet och blev filosofie kandidat 1915, filosofie magister 1919, filosofie licentiat 1929 och filosofie doktor 1933 samt docent vid Lunds universitet 1934. Efter olika lärartjänster blev han 1937 lektor i historia med samhällslära och geografi vid högre allmänna läroverket i Kristianstad, där han gick i pension 1959. Andgrens främsta arbete är doktorsavhandlingen Konung och ständer 1809–1812 (1933). Bland dess bilagor märks ett av författaren återfunnet författningsprojekt från 1812 års riksdag, som utgör en i monarkistisk riktning företagen omarbetning av Regeringsformen 1809.
Han var från 1934 gift med Laila Andgren, född Risman (1907–1972). Han var riddare av Nordstjärneorden.